# 望月信亨
望月 信亨（もちづき しんこう、1869年10月28日〈明治2年9月24日〉 - 1948年〈昭和23年〉7月13日）は、日本の仏教学者・浄土宗僧侶。浄土宗総本山知恩院第82世門跡。

## 経歴

### 出生から修学期
1869年、福井県今立郡国高村で生まれた。本名は松原勝次郎。小学校を卒業した12歳の時に坂井郡新保村の円海寺に入り、加納法宣師のもとで得度。名を信亨と改め、浄土宗の僧籍に加わった。
18歳の時、京都に出て浄土宗西部大学林に入学。20歳の時、大正大学の前身たる浄土宗学本校に入り、仏教学を学んだ。25歳の時に望月有成(兵庫県藤之寺住職)の養子となった。1896年、27歳の時に浄土宗学本校全科を卒業した。

### 浄土宗高等学院教授として
その後は浄土宗高等学院教授となった。1924年、学位論文『浄土教ノ起源及發達ニ関スル研究』を東京帝国大学に提出して文学博士の学位を取得。宗教大学教授（現大正大学）、大正大学教授、大正大学学長を務めた。1947年、私学の教員としては初の帝国学士院会員となった。
また、宗門では、知恩院門跡を務めた。

## 研究内容・業績
仏教学の基本書となった『望月仏教大辞典』と『大日本仏教全書』を編纂した。

## 家族・親族
- 養父：望月有成は僧侶。兵庫県藤之寺住職。
- 息子：望月信成は仏教美術学者。

## 著作
著書
- 『浄土教之研究』仏教学叢書：仏書研究会 1914
  - 復刻：日本図書センター
- 『略述浄土教理史』浄土教報社 1921
  - 復刻：日本図書センター
- 『大乗起信論之研究』仏教学叢書：金尾文淵堂 1922
- 『大乗起信論講述』金尾文淵堂 1922
- 『浄土教の起原及発達』共立社 1930
  - 復刻：山喜房仏書林
- 『大乗起信論』東方書院　日本宗教講座 1934
- 『仏教史の諸研究』望月仏教研究所 1938
- 『講述大乗起信論』冨山房百科文庫 1939
- 『浄土教概論』弘文堂 1940
  - 改訂版 東洋文化出版 1980
- 『支那浄土教理史』法蔵館　1942
  - 改題新版『中国浄土教理史』法蔵館 1962
- 『仏教経典成立史論』法蔵館　1946
  - 新版1978
- 『望月仏教大辞典』(全10巻) 塚本善隆増訂 世界聖典刊行協会 1954-63[6]
  - 新装版
- 『法然上人とその門下の教義』仏教文化研究所　1960

共編著
- 『仏教大辞典 附録 (仏教大年表)』武揚堂 1909
- 『法然上人正傳』記念報恩会 1911
  - 復刻 蓮宝寺 1976
- 『仏教大辞典』共編、武揚堂 1909-16
- 『仏教大辞典』(5巻・別巻) 仏教大辞典発行所　1931-37
- 『鎮西上人讃仰』椎尾弁匡共著　鎮西上人讃仰会　1936
- 『聖徳太子御伝叢書』高楠順次郎共編　金尾文淵堂　1942
- 『聖徳太子三経御疏』高楠順次郎共編　金尾文淵堂　1943
- 『仏教書籍目録』高楠順次郎共編　世界聖典刊行協会　1949
- 『大日本仏教全書』 高楠順次郎・望月信亨編纂代表 1931[7]

校訂
- 『浄土宗経論章疏録 著述者年表並小伝』宇田総兵衛　1901
- 鸞宿『浄土伝燈総系譜』校註　大村屋総兵衛　1904-06
- 源空『法然上人全集』黒田真洞共編　宗粋社　1906
- 円珍『智証大師全集』第1-3 高楠順次郎共編　世界聖典刊行協会　1949
- 義真撰『天台法華宗義集』高楠順次郎共編　世界聖典刊行協会　1949
- 証真撰『法華三大部私記』高楠順次郎共編　世界聖典刊行協会　1949
- 普寂『法華三大部復真鈔』高楠順次郎共編　世界聖典刊行協会　1949